# Louis Cahnbley

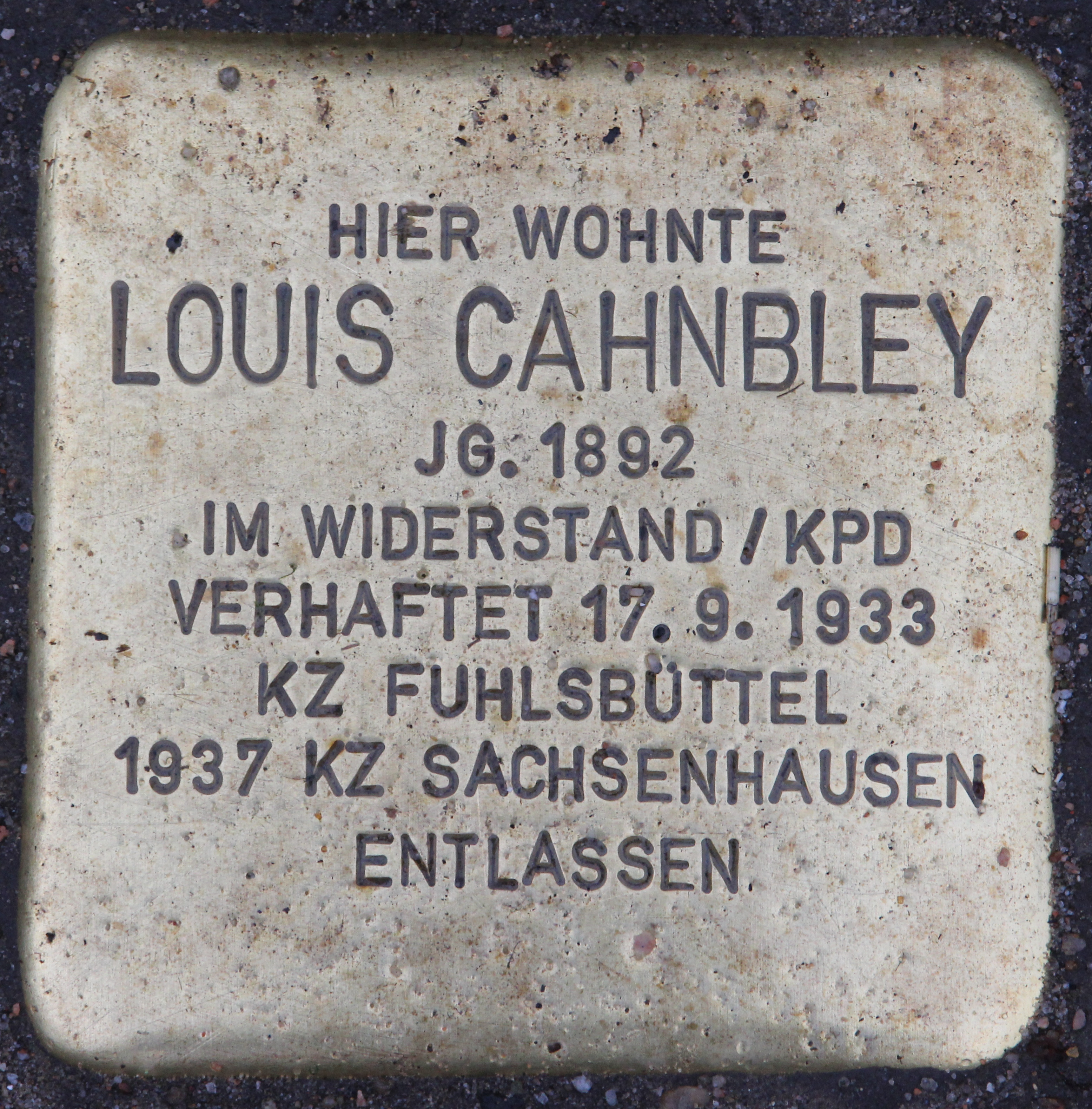
Stolperstein für Louis Cahnbley im Steenkamp 43 in Hamburg-Bahrenfeld, November 2024

Louis Carl Wilhelm Cahnbley (* 30. November 1892 in Altona; † 17. Juli 1970 in Hamburg) war ein deutscher Politiker der KPD in der Weimarer Republik. Der Hoym-Verlag, als „zentrale(s) Instrument der Verlags- und Vertriebspolitik der Kommunistischen Internationale“ in Deutschland, war auf seinen Namen als Inhaber eingetragen. Cahnbley überlebte schwer verletzt den Mord an dem kommunistischen Mitglied der Hamburgischen Bürgerschaft Ernst Henning durch Angehörige der SA.

## Leben
Cahnbley wuchs in Hamburg-Ottensen als Sohn einer sozialdemokratischen Familie auf. Er war ausgebildeter Tischler und heiratete im Dezember 1914 die Lageristin Dorothea Denker. Aktiv im Spartakusbund nahm Cahnbley an der Novemberrevolution in Hamburg teil. Im Februar 1920 erstand das westeuropäische Büro der Kommunistischen Internationalen die Verlagsbuchhandlung des Hamburger Buchhändlers und Antiquars Carl Henry Hoym. Cahnbley wurde als Inhaber des neuen Verlag Carl Hoym Nachf. Louis Cahnbley Hamburg-Berlin eingetragen. Im Juni 1922 war der Hamburger Sitz des Verlags mehrmals Ziel der rechtsterroristischen Organisation Consul. In der zweiten Hälfte der 1920er Jahre verlagerte sich die Verlagstätigkeit endgültig nach Berlin.
Er lebte in der Hamburger Steenkampsiedlung und war führendes Mitglied im Bezirk Wasserkante der KPD, in dem auch ihr späterer Parteivorsitzende Ernst Thälmann organisiert war. Am 14. März 1931 wurde Cahnbley in Begleitung des Mitglieds der Hamburgischen Bürgerschaft Ernst Henning nach einer politischen Versammlung von Angehörigen der SA mit dem Referenten der Versammlung und Bürgerschaftsabgeordneten Etkar André verwechselt. In der nachfolgenden Auseinandersetzung verstarb Henning an mehreren Schusswunden, während Cahnbley eine Schusswunde am Auge erlitt, das er daraufhin verlor.
Nach der Machtergreifung durch die Nationalsozialisten wurden Cahnbley am 17. September 1933 verhaftet und wegen Hochverrats zu einer Zuchthaus-Strafe verurteilt, die er im KZ Fuhlsbüttel abzuleisten hatte. Nach einer kurzen Entlassung wurde er in Schutzhaft genommen und 1937 im KZ Sachsenhausen inhaftiert. Schwer gesundheitlich geschädigt und geschwächt wurde Cahnbley freigelassen. Cahnbley verstarb 1970 und ist auf dem Friedhof Altona beigesetzt. Sein Nachlass befindet sich im Nachlass von Robert Leibbrand am Standort Berlin-Lichterfelde des Bundesarchivs. Für ihn wurde im November 2024 vor seinem ehemaligen Wohnhaus im Steenkamp 43 ein Stolperstein verlegt, ebenso für seinen Bruder Walter Cahnbley vor dem Haus Reineckestraße 18.